# پل کلیتون (بازیکن فوتبال)
پل کلیتون (انگلیسی: Paul Clayton؛ زادهٔ ۴ ژانویهٔ ۱۹۶۵) بازیکن فوتبال اهل بریتانیا است.
از باشگاه‌هایی که در آن بازی کرده‌است می‌توان به باشگاه فوتبال دارلینگتون، باشگاه فوتبال کرو آلکساندرا، باشگاه فوتبال مکلسفیلد تاون، باشگاه فوتبال نوریچ سیتی، باشگاه فوتبال استالی‌بریج سلتیک، باشگاه فوتبال استافورد رانجرز، و باشگاه فوتبال نورتویچ ویکتوریا اشاره کرد.